# Hundvåg (île)
Hundvåg  est une île habitée de la commune de Stavanger, dans le comté de Rogaland en Norvège, dans la mer du nord.

## Description
L'île de 4,7 km2 est relativement plate et très urbanisée. Il y a quelques zones agricoles ainsi que beaucoup d'industries. La petite île de Buøy est reliée au côté sud de Hundvåg par un petit isthme artificiel. Hundvåg Church (en) est située sur l'île.
Hundvåg est relié au continent par une série de ponts reliant les îles de Buøy à Engøy, à Sølyst et à Grasholmen, puis sur le pont de la ville de Stavanger au continent de la ville. Le Hundvåg Tunnel (en) passe sous la mer et les îles du continent de Stavanger à la partie nord de l'île de Hundvåg. Le tunnel sous-marin Ryfast (en) se poursuit avec le tunnel Ryfylke qui va de Hundvåg sous le fjord à l'est, reliant l'île à la municipalité de Strand à environ 15 kilomètres.

## Galerie

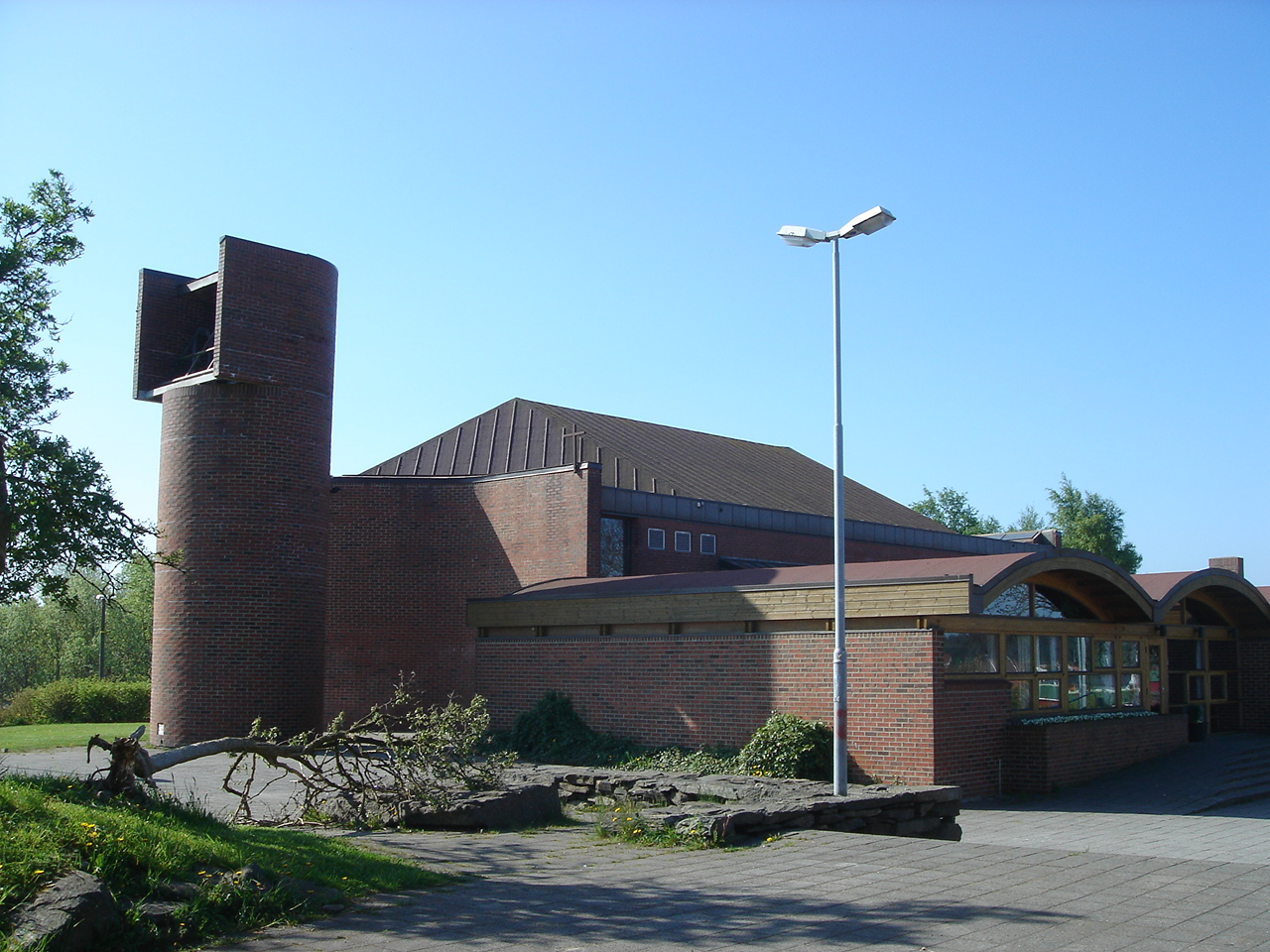
Eglise d'Hundvåg
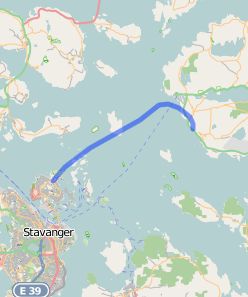
Plan du tunnel Ryfast
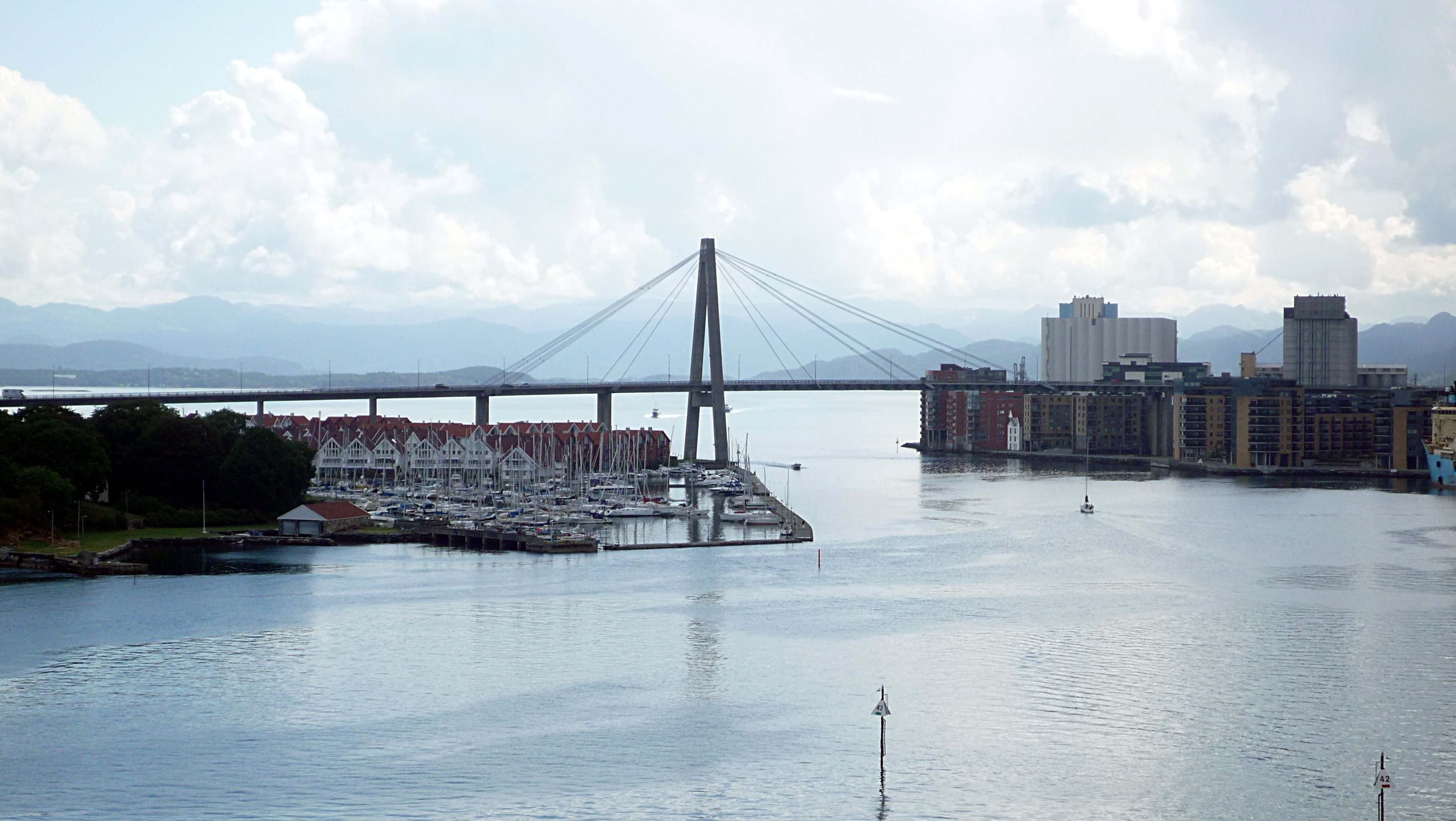
Stavanger City Bridge